# موش‌صاریغ قرمز
موش‌صاریغ قرمز (نام علمی: Marmosa rubra) نام یک گونه از سرده موش‌صاریغ‌ها است.